# Golf Cup of Nations 1994
De Golf Cup of Nations 1994 was de 12e editie van dit voetbaltoernooi dat werd gehouden in de Verenigde Arabische Emiraten van 3 november 1994 tot en met 16 november 1994. Saoedi-Arabië won het toernooi voor de eerste keer.

## Speellocatie
| Abu Dhabi ( Verenigde Arabische Emiraten) |
| ----------------------------------------- |
| · Abu Dhabi                               |

## Eindstand
| Team                         | GS | W | G | V | DV | DT | DS | Ptn. |
| ---------------------------- | -- | - | - | - | -- | -- | -- | ---- |
| Saoedi-Arabië                | 5  | 4 | 1 | 0 | 10 | 4  | +6 | 9    |
| Verenigde Arabische Emiraten | 5  | 3 | 2 | 0 | 7  | 1  | +6 | 8    |
| Bahrein                      | 5  | 1 | 3 | 1 | 5  | 6  | –1 | 5    |
| Qatar                        | 5  | 1 | 1 | 3 | 6  | 8  | –2 | 3    |
| Koeweit                      | 5  | 1 | 1 | 3 | 2  | 6  | –4 | 3    |
| Oman                         | 5  | 0 | 2 | 3 | 4  | 9  | –5 | 2    |

## Wedstrijden
|                 |                                    |       |       |                                |
| 3 november 1994 | Verenigde Arabische Emiraten       | 2 – 0 | Qatar | Abu Dhabi Toeschouwers: 60.000 |
| 3 november 1994 | Adnan Talyani 11' Mohammed Ali 18' |       |       | Abu Dhabi Toeschouwers: 60.000 |

|                 |                                     |       |                       |                               |
| 4 november 1994 | Bahrein                             | 2 – 1 | Koeweit               | Abu Dhabi Toeschouwers: 3.000 |
| 4 november 1994 | Hamid Darwish 24' Fayad Mahmoud 65' |       | Obaid Al Shemmari 87' | Abu Dhabi Toeschouwers: 3.000 |

|                 |                         |       |                      |                               |
| 4 november 1994 | Saoedi-Arabië           | 2 – 1 | Oman                 | Abu Dhabi Toeschouwers: 5.000 |
| 4 november 1994 | Faud Anwar Amin 14' 63' |       | Tayib Abdul Noor 55' | Abu Dhabi Toeschouwers: 5.000 |

|                 |                         |       |                  |                               |
| 6 november 1994 | Bahrein                 | 1 – 1 | Oman             | Abu Dhabi Toeschouwers: 2.000 |
| 6 november 1994 | Fayadh Mahmoud 4' (pen) |       | Saif Al Habsi 8' | Abu Dhabi Toeschouwers: 2.000 |

|                 |                   |       |                              |                               |
| 6 november 1994 | Saoedi-Arabië     | 1 – 1 | Verenigde Arabische Emiraten | Abu Dhabi Toeschouwers: 6.000 |
| 6 november 1994 | Saif Al Habsi 25' |       | Abdul Rahman Haddad 51'      | Abu Dhabi Toeschouwers: 6.000 |

|                 |                          |       |       |                               |
| 7 november 1994 | Koeweit                  | 1 – 0 | Qatar | Abu Dhabi Toeschouwers: 4.000 |
| 7 november 1994 | Ali Marwi Al Hadiyah 70' |       |       | Abu Dhabi Toeschouwers: 4.000 |

|                 |                                                      |       |                                     |                               |
| 9 november 1994 | Qatar                                                | 4 – 2 | Oman                                | Abu Dhabi Toeschouwers: 2.500 |
| 9 november 1994 | Mahmoud Soufi 38' 45' Juma Salim 76' Adel Khamis 86' |       | Ahmed Ali 33' Abdul Noor 50' (pen.) | Abu Dhabi Toeschouwers: 2.500 |

|                 |                                     |       |         |                               |
| 9 november 1994 | Verenigde Arabische Emiraten        | 2 – 0 | Koeweit | Abu Dhabi Toeschouwers: 2.000 |
| 9 november 1994 | Ismail Rashid 58' Adnan Talyani 85' |       |         | Abu Dhabi Toeschouwers: 2.000 |

|                  |                                                                         |       |                     |                               |
| 10 november 1994 | Saoedi-Arabië                                                           | 3 – 1 | Bahrein             | Abu Dhabi Toeschouwers: 7.000 |
| 10 november 1994 | Abdul Razaq Abbas 53' (e.d.) Saaed Owairan 56' Khalid Moosad 64' (pen.) |       | Mubarrak Khamis 77' | Abu Dhabi Toeschouwers: 7.000 |

|                  |                                     |       |                  |                               |
| 12 november 1994 | Saoedi-Arabië                       | 2 – 1 | Qatar            | Abu Dhabi Toeschouwers: 8.000 |
| 12 november 1994 | Ahmed Jamil 33' Fuad Anwar Amin 61' |       | Mahmoud Soufi 2' | Abu Dhabi Toeschouwers: 8.000 |

|                  |                              |       |         |                               |
| 12 november 1994 | Verenigde Arabische Emiraten | 0 – 0 | Bahrein | Abu Dhabi Toeschouwers: 1.000 |
| 12 november 1994 |                              |       |         | Abu Dhabi Toeschouwers: 1.000 |

|                  |      |       |         |                               |
| 13 november 1994 | Oman | 0 – 0 | Koeweit | Abu Dhabi Toeschouwers: 3.000 |
| 13 november 1994 |      |       |         | Abu Dhabi Toeschouwers: 3.000 |

|                  |                   |       |                   |                               |
| 15 november 1994 | Bahrein           | 1 – 1 | Qatar             | Abu Dhabi Toeschouwers: 4.000 |
| 15 november 1994 | Hamid Darwish 28' |       | Mahmoud Soufi 68' | Abu Dhabi Toeschouwers: 4.000 |

|                  |                                          |       |         |                               |
| 16 november 1994 | Saoedi-Arabië                            | 2 – 0 | Koeweit | Abu Dhabi Toeschouwers: 5.000 |
| 16 november 1994 | Fahd El-Mehallel 35' Fuad Anwar Amin 81' |       |         | Abu Dhabi Toeschouwers: 5.000 |

|                  |                              |       |      |                               |
| 16 november 1994 | Verenigde Arabische Emiraten | 2 – 0 | Oman | Abu Dhabi Toeschouwers: 5.000 |
| 16 november 1994 | Mohammed Ali 8' 70'          |       |      | Abu Dhabi Toeschouwers: 5.000 |

| Winnaar Gold Cup of Nations 1994 |
| -------------------------------- |
|                                  |
| Saoedi-Arabië 1e titel           |

1970 · 1972 · 1974 · 1976 · 1979 · 1982 · 1984 · 1986 · 1988 · 1990 · 1992 · 1994 · 1996 · 1998 · 2002 · 2003 · 2004 · 2007 · 2009 · 2010 · 2013 · 2014 · 2017 · 2019 · 2023 · 2024